# Big Brother
Pour les articles homonymes, voir Big Brother (homonymie).

Pyramide sociale telle qu'elle apparait dans le roman 1984. Big Brother est au sommet. En dessous, les membres du Parti Intérieur (moins de 2 % de la population d'Océania) ; puis les membres du Parti extérieur (environ 13 % de la population d'Océania) comme Winston Smith. Au bas de la pyramide, soit environ 85 % de la population de l'Océania : les prolétaires. (cf. chap IX, partie 2)

Big Brother (qui signifie « Grand Frère ») est un personnage de fiction du roman 1984 de George Orwell. L'expression « Big Brother » est depuis utilisée pour qualifier toutes les institutions ou pratiques portant atteinte aux libertés fondamentales et à la vie privée des populations ou des individus.

## Chez Orwell
Dans 1984, Big Brother est le chef du « Parti », donc de l’État d’Océania, objet d'un culte de la personnalité. Son surnom n’est pas traduit en français, et en novlangue on l'appelle « b.b. ». Les affiches de propagande rappellent la maxime officielle Big Brother is watching you (« Big Brother veille sur vous », mais aussi « Big Brother vous surveille »), ce qui en pratique s’applique par la présence de « télécrans » dans les domiciles privés (même s’il est évident que ces écrans ne sont pas surveillés par Big Brother lui-même mais par ses agents).
Il n’apparaît jamais en personne (contrairement aux dictatures réelles dont les chefs suprêmes sont bien des gens en chair et en os : ils apparaissent d’ailleurs souvent en personne et leur mort n’est pas niée). Il est représenté par le visage d’un homme d’environ 45 ans, moustachu, fixant les gens dans les yeux, dans une expression qui se veut à la fois rassurante et sévère.
La propagande veut que Big Brother soit le héros d’innombrables exploits révolutionnaires et le fondateur d’un parti unique totalitaire, mais ces affirmations sont contredites par la représentation de son visage, trop jeune pour avoir été impliqué dans ces événements, et qui, de plus, ne vieillit pas.
Finalement, les clés sur l’existence de Big Brother sont données dans les scènes d’« éducation » de Winston. Big Brother, lui, est présenté comme immortel tant que le parti est au pouvoir. À la question existe-t-il ?, la réponse est oui. La question a-t-il un corps ? est récusée comme n’ayant pas d’importance pour déterminer s’il existe. Existe-t-il comme j’existe ? entraîne la réponse vous n’existez pas. Il devient évident pour le lecteur que Big Brother est une icône de propagande qui n’existe pas en tant qu’être humain (ou est basé sur un fondateur du parti décédé depuis), mais impose l’autorité qu’a le Parti pour décider de ce qui est vrai ou faux, ce qui délégitime les recherches d’incohérence (c’est le 2 + 2 = 5) et la confrontation aux faits matériels (c’est la doublepensée). Il est donc vital pour un habitant de cet univers d’admettre l’existence de Big Brother.
Emmanuel Goldstein (censé être l’ennemi no 1 du Parti dans le roman) souligne dans son livre que le nom de Big Brother lui-même est un paradoxe, tout comme les noms des ministères océaniens. L’Angsoc prône en effet une désintégration du noyau familial, en encourageant les enfants à dénoncer leurs parents, ou en inhibant tout amour au sein d’un couple au profit du devoir de procréer pour le Parti. Il est donc paradoxal que son nom soit « Grand frère », qui est une image destinée normalement à encourager l’amour au sein d’une famille, (toutefois, « Grand frère » peut aussi renvoyer à l’autorité exercée par l’aîné sur le cadet). 
Quoi qu’il en soit, Big Brother est un personnage de propagande et une allégorie, l’incarnation du « Parti », et aussi (cela revient au même) l’incarnation du devoir civique à Océania.

### Traduction en français
Si dans la plupart des traductions françaises le nom est laissé en anglais tel quel, la traduction de 2021 par Romain Vigier le renomme « Tonton », ce qui voit le célèbre slogan « Big Brother is watching you » être traduit par « Tonton te surveille »[source secondaire nécessaire] au lieu du plus traditionnel « Big Brother vous regarde » d'Amélie Audiberti.

## Postérité

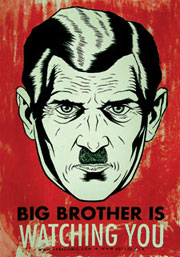
Affiche représentant Big Brother selon une vue de l'artiste Frédéric Grimaud (2006).

À la suite du succès du roman, Big Brother est devenu la représentation de l’État policier et de la perte des droits individuels de la population dans la culture populaire anglo-saxonne. Big brother is watching you est devenu une façon de dénoncer les systèmes de surveillance (vidéo, voyeurisme, etc.).
Chaque année, Privacy International et ses partenaires décernent, dans une quinzaine de pays, des Big Brother Awards aux institutions, sociétés ou personnes s'étant distinguées par leur mépris du droit fondamental à la vie privée ou par leur promotion de la surveillance et du contrôle des individus. Le prix récompense « [les] gouvernements et [les] entreprises… qui font le plus pour menacer la vie privée ».
« Big Brother » est également le nom d'un logiciel de monitoring de serveurs en temps réel sur Internet.
« Big Brother » est devenu le nom d'un jeu télévisé européen, produit par la société Endemol et adapté en France sous le nom de Loft Story (sur M6) repris au Québec sous le même nom (sur le canal V) où les candidats vivaient pendant plusieurs semaines sous l'œil des caméras. Le genre a donné lieu à de nombreux dérivés, qu'on regroupe sous le nom de télé-réalité.
Big Brother est un thème toujours actuel de nombreux artistes, par exemple Bernard Lavilliers (chanson intitulée Big Brother), Masnada dans son album Maître du Je de 2004, le groupe Radiohead (chansons Karma Police (Police de la pensée) et 2 + 2 = 5) ; Big Brother and the Holding Company est le nom du premier groupe de Janis Joplin, avant qu'elle ne se lance en solo. Le groupe anglais Oasis a fondé en 2000 son propre label, Big Brother Recordings.
Roger Waters utilise aussi ce thème pour sa dernière tournée The Wall de 2010, où l'expression « Big Brother is watching you » est projetée sur le mur lors du spectacle.
Le personnage du Central Scrutinizer, dans l'opéra-rock Joe's Garage du compositeur et guitariste américain Frank Zappa, est très proche de celui de Big Brother.
En 2015, l'artiste français Alan Macnewtown utilise le personnage de Big Brother tout au long de son premier album Big Brother, contenant notamment une chanson elle-même intitulée Big Brother. Le clip de la chanson simule une vidéo pirate, évoquant le thème de l'État policier de 1984.
En 2018, le jeu vidéo Rainbow Six: Siege fait une référence à Big Brother avec le personnage de « Lion », qui a comme capacité un drone volant dans le ciel, et pouvant détecter le moindre mouvement pendant un court laps de temps. Dans la vidéo d'introduction de l'opération Chiméra, il déclare même « Big Brother is watching on us ».
De nombreuses entreprises ou organisations considérées comme trop envahissantes se voient assimilées à Big Brother. L'informatique en particulier est très concernée en particulier les GAFAMs en tant que Géants du Web : Facebook, Microsoft,,,, à cause du système d'exploitation Windows espionnant ses utilisateurs, Google, Amazon, etc.